# Fujiwara no Tamemitsu
Fujiwara no Tamemitsu (藤原 為光?   942-23 de julio de 992) fue un kugyō (cortesano japonés de alta categoría) que vivió durante la era Heian. Fue miembro del clan Fujiwara y noveno hijo de Fujiwara no Morosuke, su madre fue la Princesa Imperial Masako, hija del Emperador Daigo. 
En 957 fue asignado al rango jugoi dentro de la corte imperial y fue chambelán del Emperador Reizei. En 968 fue nombrado sachūben y jefe de los chambelanes del Emperador En'yū, y en 970 es nombrado sangi.
En 973 ascendió a jusanmi y en 975 fue nombrado chūnagon y ascendido al rango shōsanmi. En 977 fue ascendido al rango shōnii y nombrado como dainagon. Luego en 986 ascendió como udaijin y subió al rango juichii.
Finalmente, en 991 fue nombrado Daijō Daijin, pero al año siguiente renunció a sus cargos administrativos antes de morir. Póstumamente fue ascendido al rango shōichii (el más alto dentro de la corte imperial) y asumió el nombre Kōtoku-kō (恒徳公?).
Tuvo varios hijos entre ellos Sanenobu, Tadanobu, Michinobu y Kiminobu.
También se le conoce por haber construido el templo Hōjūjidono, con el fin de enterrar a su joven hija, la Princesa Shishi.